# Autigny (Sena Marítim)
Autigny és un municipi francès situat al departament del Sena Marítim i a la regió de Normandia. L'any 2007 tenia 255 habitants.

## Demografia

### Població
El 2007 la població de fet d'Autigny era de 255 persones. Hi havia 75 famílies de les quals 16 eren unipersonals (4 homes vivint sols i 12 dones vivint soles), 24 parelles sense fills, 31 parelles amb fills i 4 famílies monoparentals amb fills.
La població ha evolucionat segons el següent gràfic:
Habitants censats

### Habitatges
El 2007 hi havia 91 habitatges, 77 eren l'habitatge principal de la família, 7 eren segones residències i 7 estaven desocupats. Tots els 90 habitatges eren cases. Dels 77 habitatges principals, 55 estaven ocupats pels seus propietaris, 19 estaven llogats i ocupats pels llogaters i 3 estaven cedits a títol gratuït; 2 tenien una cambra, 2 en tenien dues, 10 en tenien tres, 23 en tenien quatre i 40 en tenien cinc o més. 63 habitatges disposaven pel capbaix d'una plaça de pàrquing. A 29 habitatges hi havia un automòbil i a 39 n'hi havia dos o més.

### Piràmide de població
La piràmide de població per edats i sexe el 2009 era:
| Homes | Edats   | Dones |
| ----- | ------- | ----- |
| 0     | 95 o +  | 0     |
| 0     | 90 a 94 | 0     |
| 0     | 85 a 89 | 0     |
| 4     | 80 a 84 | 4     |
| 0     | 75 a 79 | 4     |
| 4     | 70 a 74 | 4     |
| 0     | 65 a 69 | 0     |
| 4     | 60 a 64 | 4     |
| 8     | 55 a 59 | 0     |
| 8     | 50 a 54 | 16    |
| 8     | 45 a 49 | 0     |
| 12    | 40 a 44 | 12    |
| 16    | 35 a 39 | 4     |
| 0     | 30 a 34 | 12    |
| 8     | 25 a 29 | 4     |
| 12    | 20 a 24 | 8     |
| 4     | 15 a 19 | 8     |
| 0     | 10 a 14 | 12    |
| 8     | 5 a 9   | 8     |
| 4     | 0 a 4   | 4     |

## Economia
El 2007 la població en edat de treballar era de 177 persones, 99 eren actives i 78 eren inactives. De les 99 persones actives 94 estaven ocupades (56 homes i 38 dones) i 5 estaven aturades (1 home i 4 dones). De les 78 persones inactives 8 estaven jubilades, 5 estaven estudiant i 65 estaven classificades com a «altres inactius».

### Ingressos
El 2009 a Autigny hi havia 79 unitats fiscals que integraven 221 persones, la mediana anual d'ingressos fiscals per persona era de 16.521 €.

### Activitats econòmiques
Dels 4 establiments que hi havia el 2007, 1 era d'una empresa de fabricació d'altres productes industrials, 1 d'una empresa de construcció i 2 d'empreses d'hostatgeria i restauració.
L'únic servei als particulars que hi havia el 2009 era una lampisteria.
L'any 2000 a Autigny hi havia 6 explotacions agrícoles.

## Poblacions més properes
El següent diagrama mostra les poblacions més properes.